# Орхонтуул
Орхонтуул (монг. Орхонтуул) — сомон Селенгійського аймаку, Монголія. Територія 2,8 тис. км², населення 3,8 тис. чол. Центр — селище Орхонтуул, лежить на відстані 200 км від Сухе-Батора та 220 км від Улан-Батора.

## Рельєф
Гора Баянцогт (1500 м), рівнини. Протікають річки Орхон і Тула.

## Клімат
Середня температура січня − 23–25 °C, середня температура липня + 16–20 °C, в середньому протягом року випадає 300–340 мм опадів.

## Корисні копалини
Багатий на будівельну сировину та залізну руду.

## Тваринний світ
Водяться вовки, лисиці, манули, зайці.

## Соціальна сфера
Сіножаті, обслуговування залізниці, є тракторні майстерні, сфера обслуговування, школа, лікарня.